# Stefan Gartenmann
Stefan Gartenmann (* 2. Februar 1997 in Roskilde) ist ein dänisch-schweizerischer Fußballspieler.
Er wechselte als Jugendlicher aus seinem Herkunftsland Dänemark in die Niederlande zum SC Heerenveen, konnte sich aber bei den Profis nicht behaupten. 2017 kehrte Gartenmann daher nach Dänemark zurück und spielte für Sønderjysk Elitesport, mit denen er 2020 dänischer Pokalsieger wurde. Mit diesem Klub stieg er 2022 aus der Superliga ab, weshalb es ihn zum FC Midtjylland zog. Nach nur einem Jahr und nach einem Leihengagement beim schottischen Erstligisten FC Aberdeen steht Stefan Gartenmann nun in Ungarn bei Ferencvaros Budapest unter Vertrag. Er war auch dänischer Nachwuchsnationalspieler, wurde aber im März 2025 erstmals für die Schweizer „Nati“ nominiert.

## Hintergrund
Stefan Gartenmann stammt aus Dänemark, sein Großvater kommt aus dem Thurgau. Er besaß zunächst nur die dänische Staatsbürgerschaft, erhielt aber im März 2025 auch den Schweizer Pass.

## Karriere

### Verein
Stefan Gartenmann begann mit dem Fußballspielen in seiner dänischen Geburtsstadt Roskilde beim FC Roskilde, bevor er in die Niederlande ging und in die Fußballakademie des SC Heerenveen kam. Für die zweite Mannschaft absolvierte er 16 Punktspiele (zwei Tore). Für die Profimannschaft kam Gartenmann nie zum Einsatz und deswegen kehrte er im Sommer 2017 in sein Herkunftsland zurück. Sein neuer Verein wurde Sønderjysk Elitesport, einem Verein aus Haderslev (deutsch Hadersleben) unweit der deutschen Grenze, wo er einen Vertrag bis Sommer 2020 unterschrieb. Nach anfänglichen Schwierigkeiten erkämpfte sich Stefan Gartenmann einen Stammplatz als rechter Außenverteidiger, wobei er seltener auch als Innenverteidiger eingesetzt wurde. Mit Sønderjysk Elitesport musste er in die Abstiegsrunde, schaffte aber dort den Klassenerhalt und qualifizierte sich auch für die Play-offs um die Teilnahme für das internationale Geschäft, wo man aber Aarhus GF unterlag. Zwischenzeitlich wurde der Vertrag bis 2022 verlängert. Eine Saison später hatte sich der Verein, wo Gartenmann nun in dessen Defensive etabliert hatte, erneut nach der Abstiegsrunde sich für die Teilnahme an den ligainternen Play-offs um die Teilnahme an der Europa League qualifiziert, dieses Mal bedeutete Randers FC Endstation. 
Für die Play-offs konnte sich Sønderjysk Elitesport 2020 nicht qualifizieren, jedoch konnten sie sich den Klassenerhalt sichern. Im dänischen Pokal lief es für Stefan Gartenmann und seine Farben besser, denn sie gewannen durch einen 2:0-Finalsieg gegen Aalborg BK den Wettbewerb. Auf diese Weise kam er zu seinem ersten Pflichtspiel außerhalb der dänischen Grenzen, doch in der dritten Qualifikationsrunde zur UEFA Europa League bedeutete Viktoria Pilsen Endstation. Im dänischen Pokal erreichte Gartenmann mit SønderjyskE Elitesport abermals das Finale, verlor dort allerdings gegen Randers FC. Zudem konnten sie erneut den Klassenerhalt in der Abstiegsrunde der Superliga schaffen. Ein Jahr später stieg der Verein jedoch aus der Superliga ab.
Deswegen wechselte Stefan Gartenmann im Sommer 2022 zum FC Midtjylland und unterschrieb dort einen Dreijahresvertrag. Stammspieler war er erst in der Abstiegsrunde und in dieser konnte man sich für das Entscheidungsspiel für die Teilnahme an der UEFA Conference League qualifizieren. Dort gewann der FC Midtjylland mit 1:0. Mit dem FC Midtjylland qualifizierte Gartenmann sich zudem für die Zwischenrunde in der UEFA Europa League, in der Sporting Lissabon Endstation bedeutete. In der zweiten Qualifikationsrunde zur Conference League setzte sich der FC Midtjylland gegen Progres Niederkorn durch und in der dritten Qualifikationsrunde warfen die Dänen Omonia Nikosia raus, ehe sie gegen Legia Warschau ausschieden.
Kurz vor Ende des Sommertransferfensters der Saison 2023/24 ging Stefan Gartenmann nach Schottland zum FC Aberdeen, wo er einen Leihvertrag bis zum Ende der Saison unterschrieb. Als Innenverteidiger war er schnell Stammspieler geworden schaffte mit seinem Verein in der Abstiegsrunde den Klassenerhalt. War Gartenmann mit dem FC Midtjylland noch in der Qualifikation zur Conference League gescheitert, konnte er nun mit Aberdeen in der Gruppenphase spielen und kam in fast jeder Partie zum Einsatz, wo die Gegner Eintracht Frankfurt, HJK Helsinki und PAOK Thessaloniki hießen. Im August 2024 verließ er sein Herkunftsland Dänemark endgültig und ging nach Ungarn zu Ferencvaros Budapest.

### Nationalmannschaft
Stefan Gartenmann war Nachwuchsnationalspieler Dänemarks und kam in den Altersklassen U16, U17, U19, U20 und U21 zum Einsatz.
Am 13. März 2025 wurde er vom Schweizer Nationaltrainer Murat Yakin in den Kader für die Testspiele gegen Nordirland und Luxemburg einberufen.

## Erfolge
Sønderjysk Elitesport
- Dänischer Pokalsieger: 2019/20